# Радослав Михајловић
Радослав Михајловић је познати српски сценограф. Рођен је 6. октобра 1957.године у Крушевцу.

## Сценографија
- 1990 - Секс - партијски непријатељ бр.1
- 1992 - Јевреји долазе
- 2001 - 2002 - Породично благо
- 2003 - Јагода у супермаркету
- 2004 - Мемо
- 2010 - Као рани мраз
- ТВ Пинк: Пинкове звезде, Пинкове звездице, Браво шоу и ријалити Задруга

## Сет декоратер
- 1989 - Масмедиологија на Балкану
- 1990 - Почетни ударац
- 1991 - Заборављени (ТВ серија)
- 2008 - Црна зора
- 2016 - Упркос снегу

## Арт директор
- 1995 - Подземље
- 1998 - Црна мачка, бели мачор
- 1999 - Бело одело
- 2004 - Живот је чудо
- 2011 - Кориолан
- 2011 - Cat Run